# 포스포포린

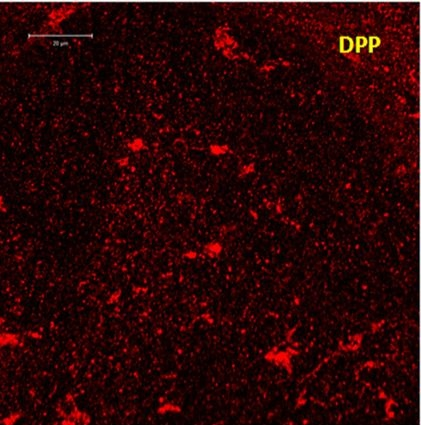
포스포포린

포스포포린(phosphophoryn, dentine matrix prtein-1)은 전구체인 dentine sialophosphoprotein에서 유래하는 상아질 특이적 비교원성단백질의 한 종류이다.

## 특성
35%의 아스파르트산(aspatrtic acid, Asp), 45%의 포스포세린(phosphoserine)으로 구성된다. 등전점은 1.1인 단백질이며 분자량은 종에 따라 다양하게 나타난다. 생쥐인 경우 72kDa, 소는 155kDa, 사람은 140kDa이다.

## 특징
상아질에서 콜라겐 다음으로 많은 단백질이다. 포스포포린의 1차 구조는 (Asp-X)n의 형태(X는 주로 세린 포스포세린) (Asp)n 및 (p-Ser)n의 형태로 배열되어 있다. 입체구조는 주로 음전하를 많이 띄고 있으며 소수성 아미노산이 적어 불규칙하다. 포스포포린은 강산성 단백질이므로 대부분의 2가 양이온과 결합할 수 있지만, 석회화와 연관되어 칼슘과의 결합이 주목받는다.

## 합성과 분비
합성은 상아질모세포(odontoblast)에 의해 이루어진다. 상아질모세포에서 합성된 phosphophoryn은 predentin과 dentine의 경계에서 축적된다. 따라서 phosphophoryn은 석회화된 상아질에만 존재하며 predentin에는 존재하지 않는다.

## 참고 문헌
- 민병무 저, 2007, 구강생화학, 나래출판사
- Butler, W.T. 1998 dentin matrix proteins. Eur. J. Oral SCI 106, 204~210